# 부산 어린이 연쇄살인 사건
부산 어린이 연쇄살인 사건은 1975년 8월 20일에 부산직할시 서구 장림동에 사는 7세 여아 김현정 양과 8월 24일에 동구 좌천동에 사는 5세 남아 배준일 군이 각각 피살당한 사건이다. 범인은 피해 아동의 신체에다 낙서를 하는 광기어린 모습을 보였고 당시 박정희 대통령이 직접 범인을 체포할 것을 지시할 정도로 관심을 끌었으나 결국 범인을 검거하지 못하고 1990년 8월 24일자로 공소시효가 만료되어 영구 미제 사건이 되었다.

## 김현정 양 피살사건

첫 번째 희생자 김현정 양

1975년 8월 20일 저녁 8시에 있었던 일이었다. 부산직할시 서구 장림동에 사는 김갑성(金甲成) 씨(당시 30세)의 장녀였던 7살 김현정(金賢貞) 양은 평소에 핫도그를 매우 좋아했다. 그래서 그 날도 핫도그를 사먹으러 간다며 집을 나섰다. 집에서 5~10분 거리에 있는 구멍가게에서 핫도그를 팔았는데 김현정 양은 거의 매일같이 그 가게에서 간식으로 핫도그를 사먹고 돌아오곤 했었다. 그래서 김현정 양의 부모는 대수롭지 않게 여기고 갔다 오라고 아이에게 돈을 줘서 보냈다.
그런데 이상하게 아이가 들어올 때가 됐는데도 좀처럼 돌아오질 않았다. 뭔가 일이 벌어졌다고 직감한 김현정 양의 부모는 곧바로 딸을 찾아나섰다. 핫도그 가게에 가서 딸을 보지 않았느냐고 물어보니 가게 주인은 현정이가 평소처럼 핫도그를 사들고 집 쪽으로 곧장 뛰어가더라고 말했다. 하지만 그것이 김현정 양이 마지막으로 목격된 모습이었다. 주민들과 인근 파출소 직원들까지 나서서 김 양을 찾아나섰지만 아이의 모습은 어디서도 보이지 않았다. 사건이 일어난 날은 8월 하순이었기에 해가 늦게 지는 편이라 저녁 8시면 그렇게 어두컴컴한 때도 아니었고 주택가가 밀집한 곳이었는데도 아이를 본 사람은 아무도 없었고 문자 그대로 증발해버렸다.
그렇게 하루가 지났다. 8월 21일 새벽 5시 45분에 중구 동광동의 용두산공원 관리인 문창홍(文昌弘) 씨(당시 35세)는 공원을 순찰하다 인근 숲속에서 달랑 팬티 1장만 입은 채 죽어있는 여자아이의 시신 1구를 발견했다. 문 씨는 곧바로 파출소에 신고했는데 2시간이나 지나서야 중부경찰서에서 형사들이 왔다. 현장에서 발견된 여자아이의 시신 상태는 매우 참혹했는데 사인은 경부압박으로 인한 질식사로 추정되었으며 범인은 아이가 움직이지 못하게 손발을 단단이 결박했는데 이 아이가 입고 있던 옷을 찢어 만든 끈으로 결박한 것으로 보였다. 그러나 더 큰 문제는 죽은 여자아이의 배에 검은색 사인펜으로 쓴 광기어린 낙서였다. 그 낙서는 이랬다.
```
범천동
 이정숙이가 
대신공원
에서 죽었다.
```

그런데 사건 현장을 둘러본 경찰은 상부에다 이런 보고를 올렸다.
```
걸인으로 보이는 여아가 
식중독
 내지는 약물중독으로 죽어 있었으며 외상 흔적이 없어서 
타살
로 보기 어렵다.
```

이것이 현장을 둘러본 경찰이 올린 보고였다. 손발이 단단이 결박된 채로 교살당한 여자아이의 시신을 보고 이 따위 엉터리 보고를 한 것이다. 경찰은 이런 날림보고를 한 이후 여자아이의 신원수배를 했고 그 날 오후 신원수배된 여자아이가 자기 집 딸인 것 같다는 연락이 들어왔다. 연락을 한 이는 바로 전 날 딸이 실종된 김현정 양의 가족이었다. 과연 살해된 여자아이는 전 날 장림동에서 핫도그를 사먹고 집으로 오던 길에 실종된 김현정 양이 맞았다. 김 양의 부모는 어린 딸의 참혹한 죽음 자체에도 분노했지만 경찰의 한심한 대응에 더욱 크게 분노했다. 멀쩡히 가족이 있는 아이를 걸인 즉, 길거리에서 구걸하고 다니는 거지 취급한데다 명백히 타살당한 김 양의 시신을 보고 엉뚱하게 식중독이니 약물중독 타령을 했기 때문이었다.
김현정 양 가족의 강력한 요구 끝에 경찰은 결국 이 사건을 급히 유괴살인 사건으로 전환하고 수사를 진행했다. 김현정 양이 전 날 저녁 8시 경에 집을 나선 뒤 다음 날 새벽 5시 45분에 시신으로 발견됐으니 범행은 이 10시간 사이에 이뤄졌다고 볼 수 있었고 발견 당시엔 사망한 지 몇 시간이 지난 것으로 보였으므로 실종 직후에 살해당했을 것으로 보는 게 합리적이었다. 김 양이 집을 나선 시간과 살해추정 시간 등을 따져볼 때 김 양은 핫도그를 사먹고 돌아오는 길에 변을 당한 것이 분명한데 그리고 그 시간은 길어야 10분을 넘지 않는 것으로 분석됐다.
그러나 사건 당일 그 시각은 아직 해가 떠 있는 시간이었고 그런 시간에 주택가에서 무모하게 범행을 저질렀다는 점은 납득하기 힘들었다. 주택가에서 강제로 김 양을 끌고 간다는 것은 사실상 불가능했다. 유괴에서 살해까지의 범행이 목격자도 없을 정도로 순식간에 이뤄졌다는 점에 주목한 수사팀은 면식범에 의한 범행일 가능성에 무게를 두고 김 양의 주변인물들을 상대로 1차 탐문수사에 들어갔다. 또 채무나 치정 등 원한관계에 의한 보복범행일 가능성도 염두에 두고 김 양의 부모와 가까운 사람들을 모두 조사했다. 하지만 용의점이 있는 사람은 좀처럼 나타나지 않았다. 이 때문에 수사는 처음부터 난관에 봉착했다.
죽은 김현정 양의 이마와 오른쪽 귀 밑에는 심한 타박상이 있었다. 당시 김현정 양은 팬티만 착용한 상태였는데 그 나머지 옷과 신발은 발견되지 않았다. 보통 아동을 유괴하고 살해하는 사건의 경우 범행 목적은 돈인 경우가 많은데 이 사건은 예외였다. 범인은 김현정 양을 납치한 뒤 단 1번도 김 양의 집에 전화를 걸어 금품을 요구한 사실이 없었다. 그래서 범인의 목적이 돈이 아니라 여아의 성(性)이 아니었느냐는 주장이 제기되었다. 수사팀은 아동 성추행 전력이 있는 동종수법 전과자 및 성도착증 환자 등을 상대로 탐문수사를 진행했다. 또 김현정 양의 몸에 글씨를 써놓은 점으로 미루어 정신이상자의 소행일 가능성도 열어두고 정신이상자들에 대한 탐문조사도 병행했다. 그러나 이런 수사팀들의 노력에도 불구하고 며칠 뒤 또 하나의 살인사건이 발생하고 말았다.

## 범인의 통화내역
김현정 양 피살사건이 발생하고 사흘이 지난 8월 23일 오후 11시에 부산 대교파출소로 한 통의 전화가 걸려왔다. 그런데 그 전화를 건 남성은 뜻밖에도 자신이 그 김현정 양을 살해한 범인이고 자신이 영도구에 소재한 대양공고와 대양중학교 사이에서 김현정 양을 살해했다고 말한 것이다. 처음에 경찰은 그저 장난전화로 생각했는데 이후 20분 뒤에 같은 남성에게서 또 하나의 전화가 걸려왔다. 이번에는 "수사 좀 잘해라. 그래서 나를 잡을 수 있겠냐? 7698이다. 7698, 복창해라"라는 내용이었다. 이에 경찰이 7698을 복창하자 곧바로 전화를 끊어버렸다고 한다.
이후 사건을 조사하면서 충격적인 사실이 밝혀졌는데 김현정 양 피살사건과 동일한 형태의 살인미수 사건이 1건 있었던 것이다. 그런데 놀랍게도 그 사건이 일어났던 곳은 김현정 양 시신에 적힌 낙서에서 언급된 대신공원이었으며 그 사건 피해자의 이름이 바로 이정숙이었고 그 피해자는 범천동에 거주하고 있었다. 당시 9세였던 이정숙 양은 범인과 4시간 동안 대신공원에서 같이 있었는데 피아노 학원을 마치고 돌아오던 중 범인이 자신에게 말을 걸어왔고 그 뒤 자연스럽게 대신공원까지 같이 이동했다고 한다. 그 후 같이 물놀이를 하는데 갑자기 범인이 자신에게 주인님이라 부르라 시켰고 이에 그녀가 범인에게 주인님이라 불러주었다고 한다. 그러자 또 다시 자신을 아버지라 부르라고 시켰다고 한다. 그러고선 갑자기 이정숙 양을 결박하고 목을 졸라 죽이려고 했다고 한다. 범인은 이정숙 양이 죽은 줄 알고 그대로 떠났지만 다행히도 이정숙 양은 극적으로 살아남았고 등산객에게 발견되어 구조되었다.
그러나 이정숙 양의 부모가 극도로 불안했던 탓에 병원 측에 딸이 죽었다는 식으로 알리도록 부탁했다고 한다. 이 사건은 살인미수였기에 언론에 오르내리지 않았는데 범인은 자신이 이정숙 양을 살해했다고 굳게 믿고 있었다. 그런데 언론에 오르내리지 않자 다음 타깃으로 김현정 양을 살해하고 자신이 이정숙 양을 살해했다고 과시하고자 그런 메시지를 남겼던 것이다. 그리고 충격적인 사실이 또 하나 밝혀졌는데 범인으로 보이는 자가 전화를 했을 때 외쳤던 숫자 '7698'은 바로 이정숙 양 집의 전화번호 뒷자리였음이 밝혀졌다. 즉, 자신이 이정숙 양을 살해했다고 과시하고자 장난전화를 걸었던 것이다. 그리고 이 장난전화가 있고 또 하나의 사건이 발생했다.

## 배준일 군 피살사건

두 번째 희생자 배준일 군

김현정 양이 실종되고 불과 나흘 후인 8월 24일 오후 7시였다. 그 날 동구 좌천동에 사는 배석재 씨(중국한자:裴石在)(당시 38세)의 둘째 아들이었던 5살 배준일(裵俊日) 군이 갑자기 사라져버렸다고 한다. 아버지 배석재 씨의 말에 따르면 준일이는 8월 24일에 저녁을 먹고 잠을 자고 있는 줄 알았는데 부인 성등자 씨(당시 34세)가 저녁 8시 경에 외출했다가 9시쯤 돌아와서 보니 둘째 아들 준일이가 없어졌다고 한다. 집 안에서 자고 있는 줄 알았던 아들이 갑자기 없어지자 배준일 군의 가족들은 밤새도록 아이를 찾아나섰다. 배준일 군을 마지막으로 목격한 사람은 배석재 씨의 직장동료였다고 한다. 그의 진술에 따르면 그 날 저녁 7시에 배준일 군이 집 앞에서 혼자 놀고 있는 걸 목격했고 당시 20원을 손에 쥐어준 뒤 과자 사먹고 빨리 들어가라고 말했다고 한다. 하지만 이것이 배준일 군을 마지막으로 목격한 것이었다. 그 이후로 배준일 군을 봤다는 사람은 아무도 없었다. 절기 상 이제 막 처서를 지난 시점이라 아직 그 시간엔 해가 떠 있는 상태였고 역시 주택가가 밀집한 곳이었는데도 며칠 전 김 양과 마찬가지로 배 군 역시 감쪽같이 증발해버렸다. 결국 배준일 군의 부모 역시 아들을 찾지 못했고 경찰에 가출신고를 했다고 한다.
그리고 다음 날인 8월 25일 오전 6시에 서구 충무동의 부산공동어시장 옆 생선상자 적재장에서 상자 짜는 일을 하는 강영숙 씨(당시 47세)가 한 쪽에 쌓여 있었던 상자들 사이로 작은 손 같은 것이 튀어나와 있는 것을 발견한다. 이를 이상하게 여긴 강 씨는 상자를 살짝 들췄는데 상자 안에는 손발이 단단이 결박된 채 죽어있는 남자아이의 시신이 있었다. 바로 전 날 실종된 배준일 군의 시신이었다. 강 씨는 곧바로 경찰에 신고했다. 신고를 받은 경찰은 즉시 출동해 배 군의 시신을 살폈다. 배준일 군 역시 나흘 전 김현정 양과 마찬가지로 교살당했으며 손발을 묶은 끈은 배 군이 입고 있던 런닝을 찢어서 만든 것이었다.
그리고 런닝을 걷어올려보니 나흘 전 김현정 양과 마찬가지로 아이의 배에 검은 사인펜으로 비뚤비뚤한 글씨로 쓴 낙서가 발견되었다. 배준일 군의 몸에 쓰인 낙서는 이랬다.
```
후하하 죽였다.
```

일종의 광기가 느껴지는 문장이 아닐 수 없었다. 살해 수법과 아이를 결박한 방식 그리고 아이의 몸에다 낙서를 한 점이 모두 일치하는 것으로 보아 배준일 군을 살해한 범인은 나흘 전 김현정 양을 살해한 자와 동일인일 것으로 추정되었다. 나흘 전에 살해당한 김현정 양이나 이번에 살해당한 배준일 군이나 모두 7세 이하의 유년기 아동이었다. 이 죄 없는 두 아이들을 목 졸라 살해한 것도 모자라 죽인 것을 매우 기뻐하는 이 미치광이 살인마에 대해 전국적으로 분노의 여론이 들끓었고 당시 대한민국 대통령이었던 박정희도 경찰에게 반드시 이 사건의 범인을 체포하라는 특별 지시를 내렸다.
하지만 그래도 희망이 있었던 것은 김현정 양 피살사건의 경우엔 범인을 목격한 사람이 전혀 없었지만 이번 배준일 군 피살사건의 경우는 범인을 목격한 목격자가 있었다. 제보자는 택시기사였는데 그는 신문에서 배준일 군이 피살되었다는 기사를 보고 자신이 8월 24일 그 날 밤 10시에 좌천동에서 배 군과 닮은 어린이를 데리고 있는 30대 남성을 충무동 수산센터 앞까지 태워다 주었다고 진술했다. 마침 좌천동은 배준일 군의 집이 있던 곳이었고 충무동 수산센터는 바로 배준일 군이 시신으로 발견된 곳이었다. 이로 볼 때 이 30대 남성이 바로 김현정 양과 배준일 군을 살해한 범인일 가능성이 매우 높았다. 택시기사의 증언에 따르면 배준일 군을 데려간 이 범인은 20~30세 정도의 둥근 얼굴을 한 남성이었으며 키는 170cm 정도였고 머리는 짧게 깎아 두 귀가 완전히 드러나 있었으며 미간은 비교적 높고 눈과 오른쪽 코 옆에 2개의 검은 점과 오른쪽 입가에 점 1개가 있었다고 한다. 옷차림은 베이지색 남방셔츠에 바지는 흰색 바탕에 회색 줄무늬가 있는 바지였고 슬리퍼형 구두를 신고 있었다고 한다. 경찰은 이 택시기사의 증언을 토대로 범인의 몽타주를 만들어 무려 10만 장이나 배포했다.
부산시경은 김현정 양과 배준일 군의 살해범은 필적이 같았으므로 동일범으로 변태성욕자 혹은 정신이상자로 보고 현상금 100만원을 걸고 공개수사하겠다고 밝혔다.

## 유사 사건
김현정 양 피살사건과 배준일 군 피살사건이 일어난 이후 부산에는 계속해서 유사한 사건이 발생했다. 그리고 그 중 일부는 범인이 체포되기도 했다. 그러나 이들은 모두 김현정 양 사건과 배준일 군 사건과는 무관한 인물들로 결론이 났다. 그 중 대표적인 유사 사건 하나만 소개한다.

### 이영주 양, 이경진 군 피살사건
위 두 사건이 있고 3개월이 지난 11월 30일 오전 11시 30분, 영도구 영선동에 위치한 영선국민학교 화장실에서 당시 그 학교 1학년에 재학 중이던 8세 여자아이 이영주(李映周) 양이 교살된 채로 발견되었다. 그리고 같은 날 밤 11시 30분 경에 서구 감천동 뒷산에서 13세 남자아이 이경진 군이 돌에 맞아 숨진 채로 발견되었다. 이렇게 또 아무 죄 없는 어린이들이 죽어나가자 여론은 다시금 들끓었고 이영주 양과 이경진 군을 살해한 범인 역시 3개월 전 김현정 양과 배준일 군을 살해한 자와 동일인물이 아니냐는 주장이 제기되었다. 다행히도 이 사건은 범인이 잡혔는데 범인은 12월 1일에 산속에 숨어 있다가 경찰에게 체포되었다. 범인은 바로 24세의 거주지 불명 부랑자였던 박홍근(朴洪根)이란 인물이었다. 더 놀라운 것은 박홍근은 바로 전 날 밤에 숨진 이영주 양의 외삼촌으로 드러났다. 부산시경은 부산대학교병원에 박홍근의 정신상태 감정을 의뢰했고 아울러 지난 8월 20일과 24일에 있었던 김현정 양, 배준일 군 피살사건과의 연관성도 조사했다.
이영주 양의 어머니 박두선(朴斗善) 씨(당시 36세)는 딸을 살해한 범인이 자신의 남동생인 박홍근이란 사실을 알고는 큰 충격을 받아 "이럴 수가 있느냐?"고 실신했다가 이내 정신을 되찾고 "비록 내 동생이지만 혈육의 정을 떠나 극형을 받아야 한다."고 말했다고 한다. 또 숨진 이경진 군은 가정 형편이 어려워서 학교도 다니지 못하고 양복점의 직공으로 일하고 있었는데 박홍근의 손에 죽자 어머니 김정애 씨(당시 37세)는 "집안이 어려워 공부도 제대로 시키지 못하고 직공생활을 시켜온 것을 늘 가슴 아프게 생각했는데 이렇게 고생만 하다가 비참하게 죽다니 웬 말이냐?"며 오열했다. 한편, 3개월 전에 딸을 잃었던 김현정 양의 아버지 김갑성 씨는 장림동의 옛집이 싫어져서 동래구의 두구동으로 이사온 상태였는데 "이번에 범인은 잡혔지만 두 어린이가 또 살해됐다니 악몽이 되살아나는 것 같다."며 동병상련의 처지를 나눴다. 경찰 수사 결과 두 사건의 범인인 박홍근은 전과 3범인 전과자였는데 이 해 1월에 대전교도소에서 석방되었다가 불과 1년도 안 되어 또 다시 범행을 저지른 것으로 드러났다. 이 사실이 언론 보도를 통해 알려지자 시민들은 경찰을 향해 범죄 예방을 위한 경찰 수사의 어딘가에 허점이 있는 게 아니냐고 강력하게 성토했다.
경찰 조사 결과 박홍근은 30일 오전 11시 경에 자신의 매형인 이달수 씨 집에서 혼자 TV를 보고 있던 이영주 양을 놀러가자고 꼬드겨 영선국민학교로 데려간 뒤 그곳에서 목을 졸라 살해한 것으로 드러났다. 그리고 같은 날 밤 중구청 옆 육교 밑에서 집에 가려고 버스를 기다리던 이경진 군을 꼬드긴 뒤 서구 아미동에서 감천동으로 넘어가는 까치고개에 이르렀을 때 목을 졸려 살해하려고 시도했으나 이경진 군이 반항을 하자 순간적으로 돌로 내리쳐 살해한 것으로 밝혀졌다. 박홍근은 경찰에게 아무렇지도 않게 "사람을 죽이고 싶어서 범행을 했다."고 진술했다. 경찰은 이영주 양, 이경진 군 피살사건과 8월에 있었던 김현정 양, 배준일 군 피살사건의 연관성을 수사했지만 결국 연관성을 찾지 못했고 두 사건은 별개사건으로 밝혀졌다.

## 범인에 대한 분석과 결말
부산대학교 의과대학 학장이었던 오석환(吳碩煥) 박사는 이 사건의 범인에 대해 범인은 정신이상자가 확실하며 시신에 남긴 글씨와 범행의 치밀성으로 미루어볼 때 고졸 이상의 지적 수준을 지녔을 것이란 의견을 내놓았다. 그리고 두 사건의 연결성으로 미루어볼 때 제 3의 범행이 일어날 가능성이 높다고 밝혔다. 또한 신경전문의 황선무(黃善戊) 씨도 시신에 태연하게 글씨를 쓸 수 있었다는 것을 정도로 대담성을 지닌 것으로 볼 때 역시 범인은 정신이상자이며 첫 번째 피해자인 김현정 양은 예쁜 외모를 한 여자아이였고 또 2번째 피해자인 배준일 군도 곱상한 외모의 소유자라 얼핏보면 여자아이로 착각하기 쉬웠으므로 이같이 예쁜 어린이를 범행 타깃으로 삼은 점 등으로 미루어볼 때 성도착증과 성격이상자에게서 볼 수 있는 소아성애증과 가학성이 나타나고 있다고 진술했다. 즉, 두 사람 모두 범인은 정신이상자라고 추정한 것이다.
前 경찰대학교 범죄심리학과 교수였던 국회의원 표창원도 자신의 저서 <한국의 연쇄살인>에서 이 사건의 범인은 정신병을 앓고 있는 20~30대 남성일 가능성이 높으며 아마도 사건이 일어났을 당시에 경찰 수사를 받은 적이 있었던 인물일 것이라고 추정했다. 네이버 뉴스 라이브러리에서 이 사건의 기사를 검색하면 사건 직후에 수많은 용의자를 검거했다는 기사를 찾아볼 수 있는데 결과적으로 이들 모두 사건과 무관한 것으로 밝혀졌다. 결국 범인은 체포되지 않았고 당시 형사소송법 상 살인죄의 공소시효는 만 15년이었으므로 1990년 8월 20일에 김현정 양 피살사건의 공소시효가 만료되었고 같은 해 8월 24일에 배준일 군 피살사건의 공소시효가 만료되었다. 결국 이 사건은 범인을 검거하지 못한 채 영구 미제 사건으로 남게 되었다.

## 같이 보기
- 대천 어린이 연쇄실종 사건